# Santi Gutiérrez Calle
Santiago Gutiérrez Calle, más conocido como Santi Gutiérrez Calle o simplemente Santi (Laredo, Cantabria, 15 de agosto de 1945-Santander, 22 de noviembre de 2023), fue un futbolista y entrenador español que jugaba como defensa.

## Carrera deportiva
Jugó en el Racing de Santander toda su vida. Posteriormente fue entrenador del mismo equipo en dos ocasiones distintas, además de coordinador de sus secciones inferiores. Jugó 191 partidos con el primer equipo de Racing Club de Santander y lo dirigió como primer entrenador en 10 partidos y fue su director técnico durante más de 25 años, aunque sus grandes logros están en los cimientos del club, puesto que como director técnico consiguió que 112 futbolistas de la cantera del club debutaron con el primer equipo del Racing, entre los que destacan Pedro Munitis, Gonzalo Colsa, Jonatan Valle, Iván Marcano, Álvaro González Soberón, Sergio Canales o Pablo Torre.

## Clubes
| Club                          | País   | Año       |
| ----------------------------- | ------ | --------- |
| Real Racing Club de Santander | España | 1970-1977 |